# Sibilla di Fortià
Sibilla di Fortià, Sibilla in aragonese, in portoghese, in spagnolo, in asturiano e in galiziano, in basco, in tedesco, in francese e inglese, Sibil la, in  catalano e Sybilla in fiammingo (... – Barcellona, 24 novembre 1406), è stata una nobile spagnola; fu regina consorte di Aragona, di Valencia, di Maiorca, di Sardegna e di Corsica, contessa consorte di Barcellona e delle altre contee catalane dal 1377 al 1387.

## Origine[1][2]
Figlia del barone Bernardo di Fortià e di Francesca di Vilamarí, figlia di Bernardo di Vilamarí e di Francesca di Palau.

Armi della regina

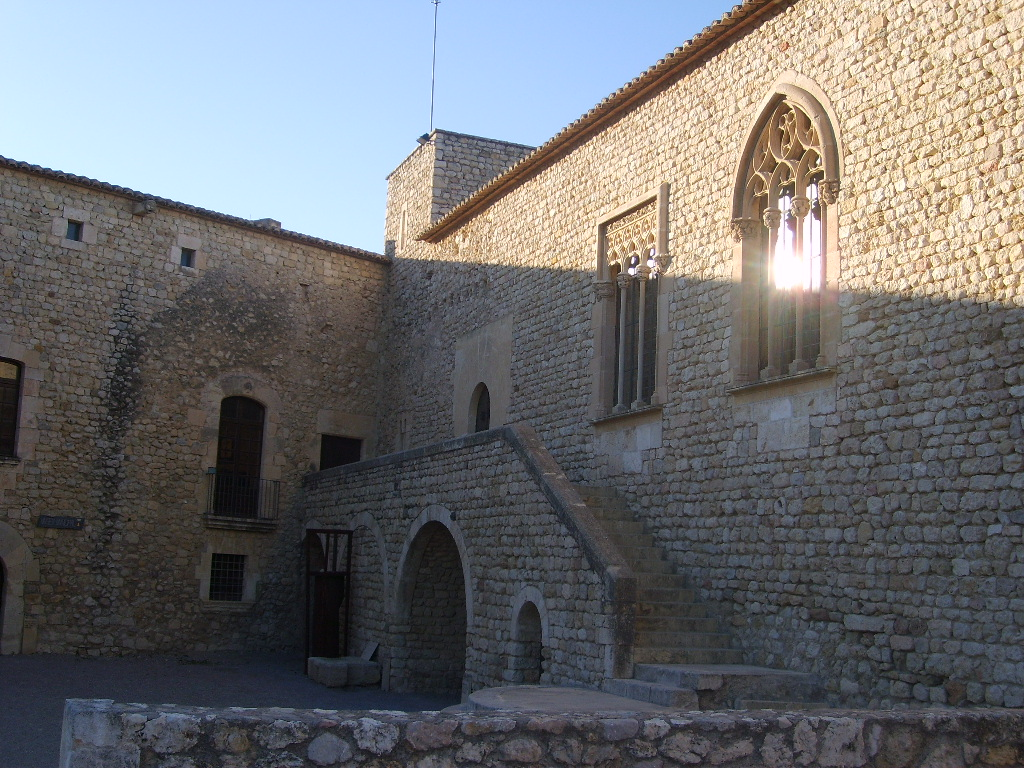
Il castello di Sant Martí Sarroca

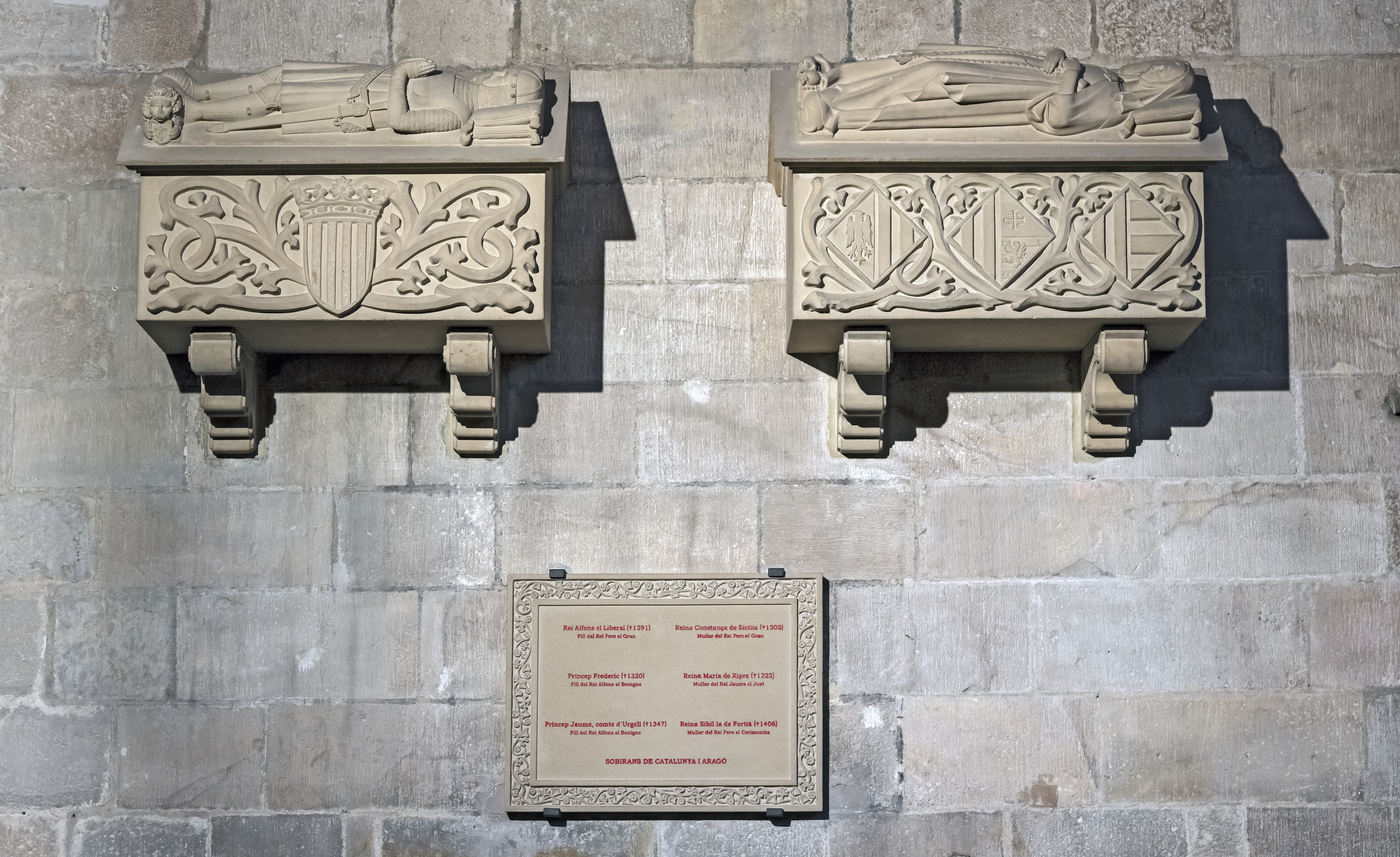
I resti di Sibilla sono custoditi nel sepolcro di destra, nella Cattedrale di Sant'Eulalia di Barcellona

## Biografia
La famiglia di provenienza di Sibilla era di piccola nobiltà della contea di Empuries.
Sibilla, in gioventù aveva sposato Artal de Foces, di cui era rimasta vedova.
Dopo che il re della corona di Aragona, Pietro IV, era rimasto vedovo della sua terza moglie, Eleonora di Sicilia, Sibilla ne era diventata l'amante.
Nel corso del 1376, Sibilla diede alla luce un figlio, Alfonso, che visse pochi anni e che, nel 1377, molto probabilmente dopo il matrimonio, fu legittimato da Pietro IV.
Comunque Pietro IV, l'11 ottobre 1377, a Barcellona, si risposò, per l'ultima e quarta volta, con Sibilla, che fu incoronata regina, a Saragozza, nel gennaio del 1381.
Sibilla fece in modo che i suoi familiari ricoprissero posizioni di comando, e suo fratello, Bernardo, divenne ciambellano del marito, Pietro IV.
Dopo la morte del marito, nel 1387, Sibilla fuggi dalla corte e si rifugiò a Sant Martí Sarroca. Dopo che fu catturata, in cambio della rinuncia a tutte le sue prerogative, le fu concessa una pensione.
Sibilla si ritirò a vivere a Barcellona dove morì il 24 novembre 1406 e fu tumulata nel convento dei frati minori di Barcellona. In un secondo tempo, nel XIX secolo, le sue spoglie furono traslate nella Cattedrale di Sant'Eulalia di Barcellona.

## Figli[1][2][3]
Sibilla a Pietro diede tre figli:
- Alfonso d'Aragona (1376 – morto giovane), conte di Morella, legittimato nel 1377;
- Pietro d'Aragona (1379);
- Isabella d'Aragona (1380 – 1424), sposò nel 1407 Giacomo II di Urgell